# Gata (Cabo Verde)
Gata é uma aldeia na ilha de Boa Vista de Cabo Verde.